# Plotosus
Plotosus é um gênero de peixes-gato nativos do Oceano Índico, do Oceano Pacífico ocidental e da Nova Guiné.

## Espécies
Existem atualmente nove espécies reconhecidas neste gênero:
- Plotosus abbreviatus Boulenger, 1895
- Plotosus canius F. Hamilton, 1822
- Plotosus fisadoha H. H. Ng & Sparks, 2002
- Plotosus japonicus Yoshino & Kishimoto, 2008
- Plotosus limbatus Valenciennes, 1840
- Plotosus lineatus (Thunberg, 1787)
- Plotosus nhatrangensis Prokofiev, 2008
- Plotosus nkunga J. R. Gomon & W. R. Taylor, 1982
- Plotosus papuensis M. C. W. Weber, 1910